# Hardee's
Hardee's Food Systems Inc. ili Hardee's je američki lanac restorana brze hrane a u vlasništvu je holding kompanije CKE Restaurants. Primarne lokacije ovih restorana su područja američkog juga i Srednjeg zapada ali svoje franšize ima i diljem svijeta. Neke od njih su zamijenjene franšizom Carl's Jr., npr. u Australiji.

## Vanjske poveznice
- Web stranica tvrtke